# Eduardo Hope
Eduardo Hope Gould, född 29 april 1891 i Buenos Aires, var en argentinsk bobåkare. Han deltog vid olympiska vinterspelen i Sankt Moritz 1928. Hans lag kom på femte plats.